# Hyperviseur de stockage
Un hyperviseur de stockage est un programme logiciel portable qui s’exécute sur une plate-forme matérielle physique, sur une machine virtuelle ou les deux. Il peut cohabiter avec des superviseurs de machines virtuelles ou disposer d’un contrôle exclusif de sa plate-forme. La portabilité de l’hyperviseur de stockage désigne sa flexibilité d’exécution sur une machine virtuelle ou d’hébergement sur de nombreuses plates-formes différentes en toute indépendance du matériel, à l’instar des hyperviseurs de serveurs virtuels.

## Description
L’hyperviseur de stockage, un programme logiciel de supervision à gestion centralisée, offre un ensemble complet de fonctions de gestion du stockage et de supervision qui opère sous forme d’une couche virtuelle transparente entre des pools de disques consolidés pour améliorer leur disponibilité, rapidité et utilisation.
Les hyperviseurs de stockage optimisent les avantages conjugués de plusieurs systèmes de stockage sur disques, notamment des modèles différents et incompatibles, en complétant leurs capacités respectives par des services étendus de provisionnement, de réplication et d’accélération des performances.
Contrairement à un logiciel intégré ou un firmware de contrôleur de disque confiné à un système de stockage clé en main ou une appliance, l’hyperviseur de stockage et ses fonctionnalités gèrent différents modèles, marques et types de stockage, tels que les SSD, SAN (Storage Area Network), DAS (Direct Attached Storage) et stockage unifié (SAN et NAS), pour offrir un large éventail de caractéristiques ou niveaux de prix et performances. Les périphériques de base ne nécessitent ni intégration spécifique les uns aux autres, ni regroupement.
Le matériel de stockage sous-jacent ne joue qu’un rôle générique en matière de performances et de capacité. Alors que l’hyperviseur peut agir en tant qu’intermédiaire pour fournir les fonctions sous-jacentes, ses avantages résident dans sa capacité à présenter des périphériques virtuels uniformes et des services à partir d’un matériel différent et incompatible, ce qui rend les périphériques interchangeables. Le matériel de stockage physique sous-jacent peut être modifié ou remplacé à tout moment, sans toucher ou interrompre l’environnement de stockage virtuel qui est présenté.
L’hyperviseur de stockage gère, virtualise et contrôle toutes les ressources de stockage, en attribuant et fournissant les caractéristiques requises (performances, disponibilité) et des services (provisionnement automatisé, instantanés, réplication), soit directement ou via un réseau de stockage, selon les besoins de chaque environnement particulier.
Le terme hyperviseur en la matière s’explique par un rôle qui dépasse celui d’un superviseur. D’un point de vue conceptuel, il se superpose à ce dernier et représente donc le niveau supérieur de gestion et de pilotage qui coiffe et englobe tous les contrôleurs de stockage des périphériques, les baies de disques et les logiciels de virtualisation.
Un hyperviseur de stockage se définit également comme un logiciel de virtualisation du stockage de haut niveau, qui offre un ensemble complet de fonctions de gestion du stockage et de supervision opérant sous forme d’une couche virtuelle transparente entre des pools de disques consolidés pour améliorer leur disponibilité, rapidité et utilisation. En outre, le terme a été utilisé pour désigner d’autres applications, telles qu’un rôle de virtualisation du stockage pour la reprise d’activité et, de manière plus restreinte, une fonction de migration de volumes au sein de SAN.